# Онтонагон (Мичиген)
Онтонагон (енгл. Ontonagon) град је у америчкој савезној држави Мичиген.

## Демографија
По попису из 2010. године број становника је 1.494, што је 275 (-15,5%) становника мање него 2000. године.
| Група             | 2000.         | 2010.         |
| Белци             | 1.719 (97,2%) | 1.440 (96,4%) |
| Афроамериканци    | 0 (0,0%)      | 1 (0,1%)      |
| Азијати           | 4 (0,2%)      | 4 (0,3%)      |
| Хиспаноамериканци | 15 (0,8%)     | 18 (1,2%)     |
| Укупно            | 1.769         | 1.494         |